# Захарченко, Иосиф Иванович
Иосиф Иванович Захарченко (1837—1894) — украинский писатель.

## Биография
Иосиф Захарченко родился в 1837 году в Зеньковском уезде Полтавской губернии в семье богатого помещика. 
Достигнув совершеннолетия проживал в своем имении Галейке, Дейкаловской волости, и с 1888 года начал писать басни, мелкие рассказы и комедии, которые издал в городе Зенькове в 1891— 1892 гг. (три книги); но так как издание не пошло, то значительную часть его Иосиф Иванович Захарченко сам и уничтожил. 
В 1894 году в Полтаве вторым изданием были напечатаны его «Оригинальные басни». Кроме того, несколько произведений И. И. Захарченко осталось в рукописях; из них две комедии: «Скильки плачу Фтыта наробила» (в 2-х действиях) и «Перепел» были допущены цензурой к постановке на сцене. 
Иосиф Иванович Захарченко умер 24 марта 1894 года в родном уезде и был похоронен в Зенькове.